# Lady Audleys Geheimnis (Film)
Lady Audleys Geheimnis ist ein deutscher zweiteiliger Fernseh-Kriminalfilm nach dem gleichnamigen englischen Roman von Mary Elizabeth Braddon (Originaltitel: Lady Audley’s Secret, 1862). Er zählt zu Wilhelm Semmelroths aufwändig produzierten und hochkarätig besetzten sogenannten Plüschkrimis.

## Handlung

### Erster Teil
Der Goldsucher und ehemalige Offizier George Talboy kehrt nach sechs Jahren in Australien zurück nach England und muss erfahren, dass seine Frau Helen gestorben ist. Der kleine Sohn wird in Portsmouth von Helens Vater, dem verarmten ehemaligen Kapitän Maldon, aufgezogen. Georges Vater hat ihn wegen der unstandesgemäßen Ehe mit Helen verstoßen. Um George aufzumuntern, nimmt sein alter Freund, der Anwalt Robert Audley, ihn mit in das Herrenhaus Audley Court zu seinem Onkels Sir Michael Audley. Dieser lebt dort mit seiner viel jüngeren zweiten Ehefrau, Lady Lucy Audley, sowie seiner Tochter aus erster Ehe, Alicia. Lady Audley täuscht vor, krank zu sein, sodass Robert und George nicht ins Haus gelassen werden, sondern in einem nahegelegenen Gasthof unterkommen müssen. Eigentlich will sie nur dem Wirt des Gasthofs, Lucas, der mit Lady Audleys Dienerin Phöbe verlobt ist, einen Gefallen tun.
Lady Audley lässt sich porträtieren, und zufällig gerät eine Skizze ihres Porträts George in die Hände. Daraufhin schreibt er der Lady einen Brief, trifft sich nachts heimlich mit ihr im Park des Herrenhauses und ist am nächsten Tag spurlos verschwunden. Der Gastwirt richtet Robert aus, George sei abgereist und wolle zurück nach Australien fahren. Helens Vater bestätigt, dass George nochmal bei ihm gewesen sei und sich dann für immer verabschiedet habe. Trotzdem hegt Robert Zweifel, da George sein Gepäck und die Briefe seiner verstorbenen Frau nicht mitgenommen hat. Robert berät sich mit seinem Assistenten Baxter, und dieser findet heraus, dass kein Mann namens Talboy auf irgendeinem Schiff England verlassen habe. Er muss sich also – tot oder lebendig – noch im Land befinden. Inzwischen fordert Lucas von der Lady, dass sie Phöbe sofort zur Heirat freigebe, außerdem verlangt er unverschämt hohe Geldsummen von ihr für die Sanierung seines Gasthofs. Es wird deutlich, dass er irgendetwas gegen sie in der Hand hat.
Baxter will mit Kapitän Maldon sprechen, der jedoch keine Zeit für ihn hat. Daraufhin durchwühlt Baxter Maldons Schreibtisch und findet ein Medaillon mit einem Bild von Helen – sie sieht Lady Audley zum Verwechseln ähnlich. Robert und Baxter glauben nun, dass Helen Talboy gar nicht gestorben ist, sondern sie und Lady Audley ein und dieselbe Person sind, und dass sie für den Tod von George verantwortlich ist. Ihr Verdacht wird dadurch bestätigt, dass Helens Briefe an George aus Roberts Wohnung gestohlen werden.

### Zweiter Teil
Durch Alicia, durch Georges Schwester Clara sowie durch eigene Nachforschungen kommt Robert an einige Informationen über Helens/Lady Audleys Vergangenheit: George und Helen lebten zusammen in einem kleinen Städtchen in Yorkshire. Zwei Monate nach der Geburt ihres Sohnes reiste George nach Australien ab, kurz darauf ließ Helen ihr Kind bei ihrem Vater zurück und ging nach London, wo sie unter dem falschen Namen Lucy Graham der Armut entkommen wollte. Sie arbeitete zunächst in einer Privatschule, dann als Gouvernante in der Familie eines Arztes in Essex. Dort lernte sie Sir Michael Audley kennen, der sie schließlich heiratete.
Robert und Baxter fahren auf die Isle of Wight, wo Helen (angeblich) begraben liegt. Sie bestechen den Totengräber und einen Medizinstudenten, damit das Grab geöffnet und die Leiche untersucht wird: Schon an der Haarfarbe wird erkennbar, dass es sich nicht um Helen handelt. Robert konfrontiert Maldon damit, der nun endlich die Wahrheit sagt: Nachdem Helen durch Heirat zu Lady Audley wurde und von Georges baldiger Rückkehr aus Australien erfuhr, holte sie eine todkranke junge Frau, die nur noch wenige Tage zu leben hatte, aus einem "Heim für gefallene Mädchen". Angeblich wollte sie ihr ein paar schöne letzte Tage auf der Isle of Wight machen, tatsächlich schickte sie Maldon auf die Insel, der das Mädchen als seine Tochter ausgab und nach ihrem Tod unter Helens Namen dort begraben ließ.
Robert und Baxter kehren nach Audley Court zurück und Robert konfrontiert Lady Audley mit seinen Erkenntnissen. Er fordert, sie solle das Land verlassen und sich scheiden lassen, dann würde er die Sache auf sich beruhen lassen, um den Namen der Audleys nicht durch einen öffentlichen Skandal zu beschmutzen. Die Lady lehnt dies ab und überzeugt Sir Michael mit Hilfe eines gefälschten Briefs, dass Robert sie ihm wegnehmen wolle. Sir Michael bedroht Robert, dieser kann ihm jedoch die Pistole entwinden und droht, Lady Audley vor Gericht zu bringen.
Baxter mietet sich unter falschem Namen in Lucas’ und Phöbes Gasthof ein, um herauszufinden, ob und wie die beiden in den Tod Georges verwickelt sind. Währenddessen kehrt Robert zu Georges Schwester Clara zurück. Die beiden sind sich schon bei ihrer ersten Begegnung vorsichtig nähergekommen, und nun macht Robert ihr einen Heiratsantrag, den sie glücklich annimmt.
Robert kann nun zwar nicht mehr mit Sir Michael reden, Clara kann ihm jedoch helfen, denn zufällig ist der Pfarrer von Audley ihr ehemaliger Hauslehrer. So kann sie bei dem Pfarrer ein Treffen mit Sir Michael arrangieren und ihm Beweisstücke für Lady Audleys Verbrechen und ihren Identitätswechsel vorlegen. Als die Lady merkt, dass man ihr auf der Spur ist, legt sie ein Feuer in dem Gasthofzimmer von Robert und Baxter, die beiden sind jedoch nicht im Zimmer und beobachten es aus der Ferne.
Inzwischen hat Robert drei Frauen nach Audley eingeladen, die die wechselnden Identitäten der Lady bezeugen können: eine Vermieterin von George und Helen, eine Kollegin aus der Privatschule sowie die Leiterin des Heims, aus dem sie die kranke junge Frau geholt hat. Robert konfrontiert die Lady mit den drei Frauen und mit seinen Erkenntnissen über ihren Mordversuch: Sie traf sich nachts mit George im Park an einem Brunnen. Als George drohte, mit Sir Michael zu sprechen, stieß sie ihn in den Brunnen und hielt ihn für tot. Phöbe beobachtete die Tat, weswegen sie und Lucas später von der Großzügigkeit der Lady profitierten. George starb jedoch nicht, verletzte sich nur schwer, und sitzt nun ebenfalls Lady Audley gegenüber. Als sie erkennen muss, dass sie ihr Spiel endgültig verloren hat, rennt sie in ihr Zimmer, schließt die Tür ab und erschießt sich.

## Produktion
Der Film wurde vom WDR produziert und am 4. Juni (1. Teil) und 7. Juni (2. Teil) 1978 zum ersten Mal ausgestrahlt. 2010 erschien er bei in-akustik auf DVD.